# Adèle Lundvall
Adèle Lundvall, född 30 september 1918 i Husby församling, Dalarna, död 10 september 2003 i Hofors, Gästrikland, var en svensk skådespelare.

## Filmografi
- 1947 – Livet i Finnskogarna
- 1948 – Lars Hård
- 1949 – Hin och smålänningen
- 1949 – Gatan
- 1949 – Havets son
- 1949 – Bohus Bataljon
- 1949 – Skolka skolan
- 1949 – Lång-Lasse i Delsbo
- 1949 – Människors rike
- 1949 – Brytningstider
- 1952 – Kalle Karlsson från Jularbo
- 1953 – Barabbas
- 1954 – Gud Fader och tattaren
- 1955 – Finnskogens folk

## Teater

### Roller (ej komplett)
| År   | Roll     | Produktion             | Regi           | Teater      |
| ---- | -------- | ---------------------- | -------------- | ----------- |
| 1941 | Hovdam 2 | Elddonet H.C. Andersen | Ingmar Bergman | Sagoteatern |

### Fotnoter
1. ↑  ”Adèle Lundvall”. Svensk Filmdatabas. http://www.sfi.se/sv/svensk-filmdatabas/Item/?type=PERSON&itemid=62556&iv=OVERVIEW. Läst 20 augusti 2012.
2. ↑  ”Elddonet”. Stiftelsen Ingmar Bergman. http://ingmarbergman.se/verk/elddonet. Läst 16 oktober 2015.